# Dirk Sterckx
Dirk Sterckx (Herent, 25 settembre 1946) è un politico belga fiammingo, membro dei Liberali e Democratici Fiamminghi Aperti - suo presidente ad interim nel 2004 ed europarlamentare dal 1999 al 2011.

## Biografia
Ha studiato filologia germanistica e si è laureato nel 1969 all'Università di Gand. Ha lavorato come insegnante, e dal 1975 come giornalista per RTT (in seguito ribattezzata VRT). A partire dal 1996, è presentatore di notizie televisive. A partire dal 2001 siede nel consiglio comunale di Lint, vicino ad Anversa. Appartiene ai Liberali e Democratici Fiamminghi Aperti (Open VLD), è stato presidente di questo partito dal febbraio al giugno 2004.
Nel 1999, 2004 e 2009 ha ottenuto il mandato di deputato al Parlamento europeo. È stato un membro della fazione liberale, ha lavorato nella Commissione per i trasporti e il turismo. Poco prima di compiere 65 anni, ha deciso di rinunciare al suo mandato e terminare la sua carriera come deputato al Parlamento europeo. Nel 2011, è stato nominato per i MEP Awards per i deputati più diligenti del Parlamento europeo nella categoria energetica.